# Sidney Webber Northcote
Sidney Webber Northcote (Liverpool, 26 ottobre 1884 – Londra, 1952) è stato un regista britannico.

## Biografia
Si sposò nel 1921 con Kathleen Kerr a Manchester con la quale ebbe tre figli. Realizzò 14 film muti tra il 1912 e il 1914 ed è anche apparso come attore in 7 cortometraggi girati sempre in Galles o in Cornovaglia, sempre da lui diretti nel 1912 per la British and Colonial Kinematograph Company. Tutti i suoi film sono stati sceneggiati da Harold Brett e vedevano Dorothy Foster nel ruolo da protagonista. Tutti i suoi film si ritiene siano andati perduti.

## Filmografia
- A Tragedy of the Cornish Coast (1912)
- The Fishergirl of Cornwall (1912)
- Through Death's Valley (1912)
- Saved by Fire (1912)
- The Belle of Bettwys-y-Coed (1912)
- A Cornish Romance (1912)
- The Pedlar of Penmaenmawr (1912)
- The Smuggler's Daughter of Anglesea (1912)
- The Witch of the Welsh Mountains (1912)
- The Troubles of an Heiress (1914)
- Detective Daring and the Thames Coiners (1914)
- The King of Crime (1914)
- Mary the Fishergirl (1914)
- The Monkey's Paw (1915)
- Verdict of the Sea (1932)